# Ruaux
Ruaux ist eine ehemalige französische Gemeinde mit zuletzt gezählten 698 Einwohnern (Stand: 1968) im Département Vosges in der Region Grand Est (bis 2015 Lothringen). Ruaux ist seit dem 1. Januar 1973 ein Ortsteil der Kurstadt Plombières-les-Bains (bis 1991 in der Rechtsform einer Commune associée).

## Lage
Der Ort Ruaux liegt etwa 30 Kilometer südlich von Épinal und zehn Kilometer südwestlich von Remiremont in der Berglandschaft der Vôge im Südwesten des Regionalen Naturparks Ballons des Vosges. Das Plateau, auf dem Ruaux liegt (ca. 520 m über dem Meer), erhebt sich 120 m über dem Tal der Augronne, das von der Stadt Plombières-les-Bains ausgefüllt wird. Vier Kilometer westlich von Ruaux markiert der Oberlauf der Sémouse die Grenze zur Gemeinde Le Clerjus; unmittelbar südlich des Dorfes Ruaux verläuft die Grenze zum Département Haute-Saône und somit zur Region Bourgogne-Franche-Comté.

## Geschichte
Frühere Schreibweisen des Ortsnamens waren: Rual (1417), Ruaulx (1590), Ruault (1593), Ruyal, Ruyat und Ruya (16. Jahrhundert), Ruaux (1656), Ruault (1663), Ruoz (1678), Ruaux oder Ruhaut (1704) sowie Rouaux (1711). Daneben gab es auch den Namen Ruaux-les-Plombières.
Das Dorf Ruaux gehörte zur Grafschaft Burgund und nach einem Vertrag ab 1704 zum Herzogtum Lothringen. Später wurde das Dorf durch ein Edikt im Jahr 1751 der Vogtei von Remiremont zugeteilt. Die Kirche, die dem Hl. Johannes dem Täufer geweiht ist, war Teil der Pfarrei in Aillevillers im Dekanat Faverney der Diözese Besançon.

### Bevölkerungsentwicklung
| Jahr                  | 1821 | 1841 | 1866 | 1886 | 1906 | 1926 | 1946 | 1954 | 1962 | 1968 |
| --------------------- | ---- | ---- | ---- | ---- | ---- | ---- | ---- | ---- | ---- | ---- |
| Einwohner             | 1056 | 1163 | 1270 | 1063 | 950  | 764  | 688  | 722  | 702  | 698  |
| Quelle: cassini.ehess |      |      |      |      |      |      |      |      |      |      |

## Sehenswürdigkeiten
- Kirche Saint-Jean-Baptiste, in ihrer heutigen Gestalt eine Rekonstruktion aus den Jahren 1781/1782[4]
- Kapelle Notre-Dame de Consolation, 1899 bei der Verlegung eines alten Friedhofes errichtet[5]
- Wasserturm
- Château des Fées (Schloss der Feen) auf einem bewaldeten Bergsporn westlich von Ruaux mit Ruinen aus dem 11. und 12. Jahrhundert sowie Mauerreste polygonaler Wände aus dem 15. Jahrhundert[6]

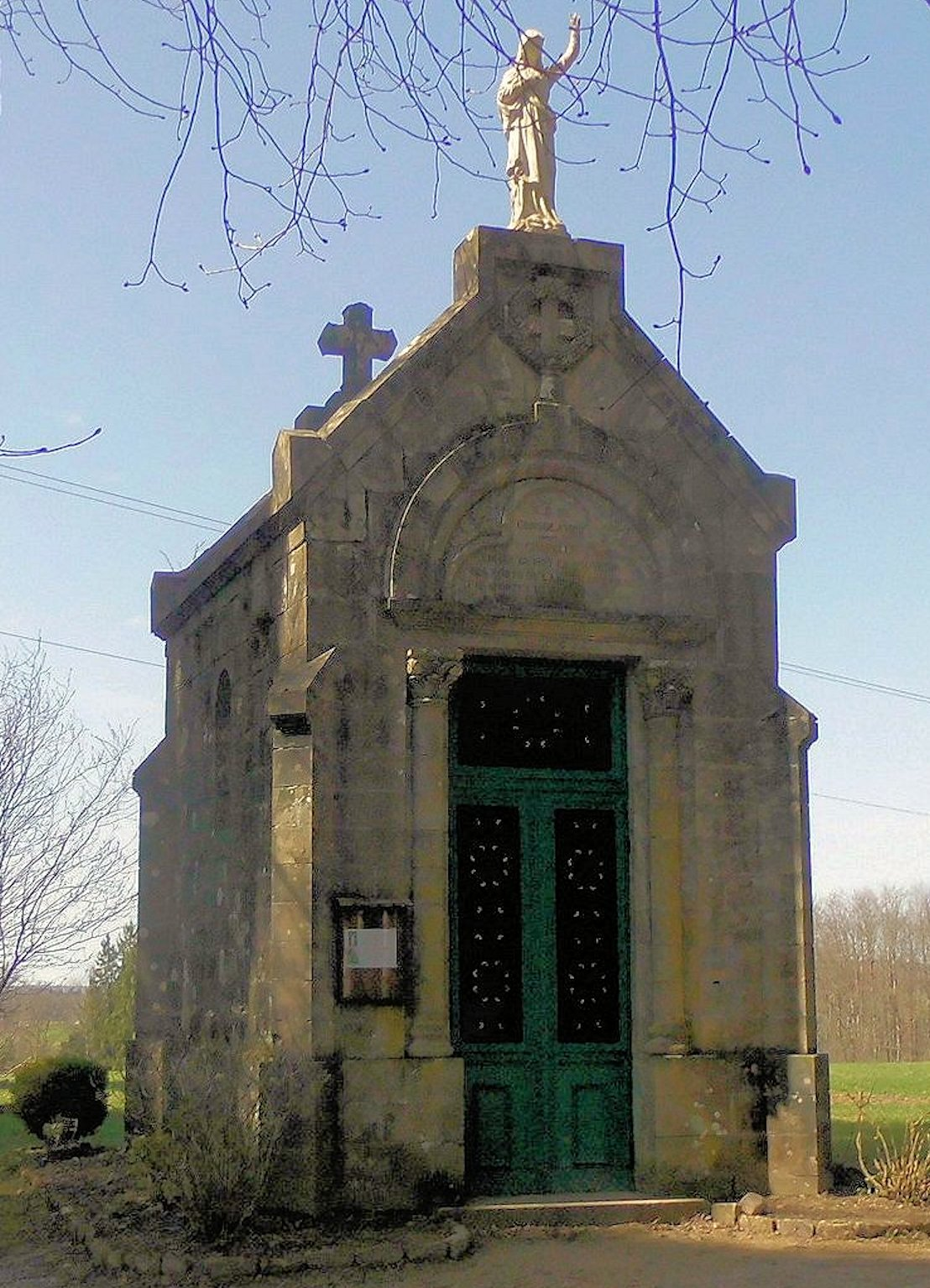
Kapelle Notre-Dame de Consolation
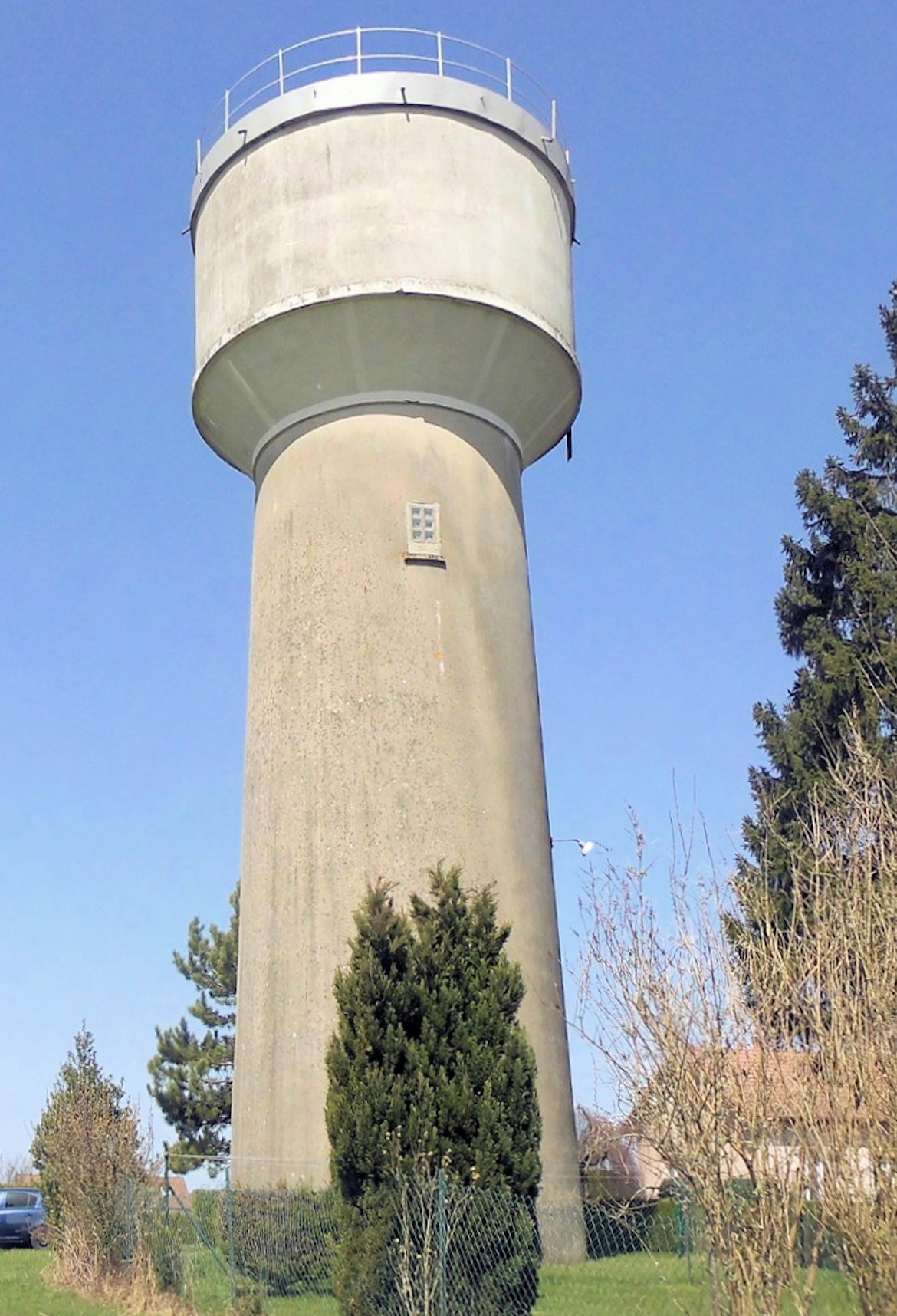
Wasserturm
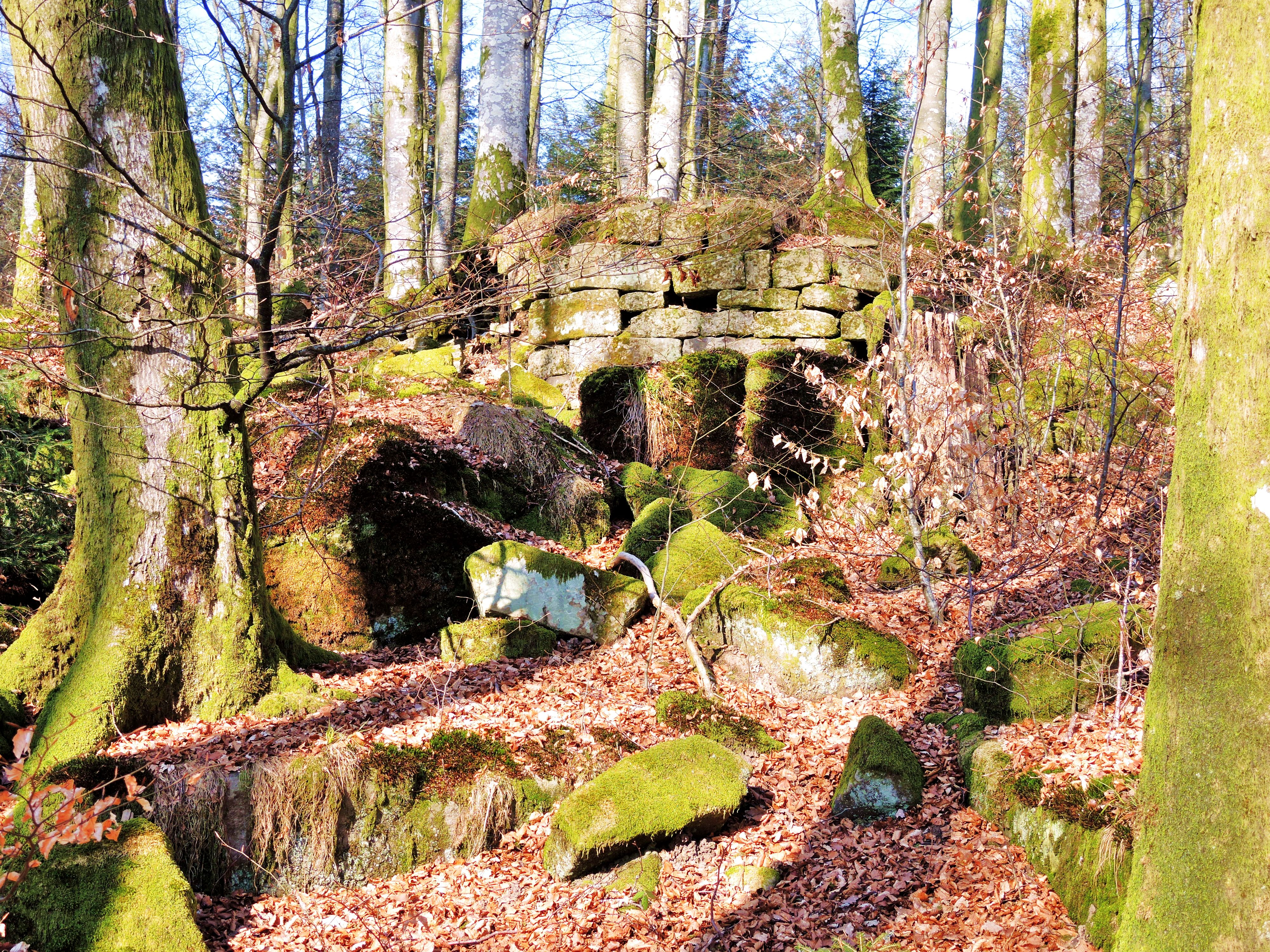
Ruinen des Château des Fées

## Belege
1. ↑  Paul Marichal: Dictionnaire topographique du département des Vosges, Paris, Impr. nationale, 1941
2. ↑  Le département des Vosges: Statistique historique et administrative, Nancy, 1847
3. ↑  Ruaux auf cassini.ehess.fr
4. ↑  Eintrag in der Base Mérimée des Kulturministeriums. Abgerufen am 3. März 2018 (französisch).
5. ↑  Eintrag in der Base Mérimée des Kulturministeriums. Abgerufen am 3. März 2018 (französisch).
6. ↑  Château des Fées auf enlorraine.unblog.fr (französisch)